# Unicodeblock Diskos von Phaistos
Der Unicodeblock Diskos von Phaistos (Phaistos Disc Symbols, U+101D0 bis U+101FF) enthält 46 Zeichen für die Stempelzeichen des Diskos von Phaistos, einer Scheibe aus gebranntem Ton aus der Bronzezeit. Die Stempelzeichen stehen vermutlich für Silben. Sie selbst werden von Forschern unterschiedlich systematisiert und benannt. So wird der „Pfeil“ zum Beispiel auch als „Ähre“ interpretiert.

## Tabelle
Zeichen U+101FD hat die allgemeine Kategorie "Markierung ohne Extrabreite" und die bidirektionale Klasse "Markierung ohne Extrabreite".
Alle anderen Zeichen haben die allgemeine Kategorie "Anderes Symbol" und die bidirektionale Klasse "von Links nach rechts".
Abkürzung:  D-v-P-Z = "Diskos-von-Phaistos-Zeichen"
| Unicodenummer   | Zeichen (400 %) | Offizielle Bezeichnung                      | Beschreibung                     |
| --------------- | --------------- | ------------------------------------------- | -------------------------------- |
| U+101D0 (66000) | 𐇐               | PHAISTOS DISC SIGN PEDESTRIAN               | D-v-P-Z "Laufender Mann"         |
| U+101D1 (66001) | 𐇑               | PHAISTOS DISC SIGN PLUMED HEAD              | D-v-P-Z "Federkopf"              |
| U+101D2 (66002) | 𐇒               | PHAISTOS DISC SIGN TATTOOED HEAD            | D-v-P-Z "Kopf mit Tätowierungen" |
| U+101D3 (66003) | 𐇓               | PHAISTOS DISC SIGN CAPTIVE                  | D-v-P-Z "Gefangener"             |
| U+101D4 (66004) | 𐇔               | PHAISTOS DISC SIGN CHILD                    | D-v-P-Z "Kind"                   |
| U+101D5 (66005) | 𐇕               | PHAISTOS DISC SIGN WOMAN                    | D-v-P-Z "Frau"                   |
| U+101D6 (66006) | 𐇖               | PHAISTOS DISC SIGN HELMET                   | D-v-P-Z "Helm"                   |
| U+101D7 (66007) | 𐇗               | PHAISTOS DISC SIGN GAUNTLET                 | D-v-P-Z "Handschuh"              |
| U+101D8 (66008) | 𐇘               | PHAISTOS DISC SIGN TIARA                    | D-v-P-Z "Tiara"                  |
| U+101D9 (66009) | 𐇙               | PHAISTOS DISC SIGN ARROW                    | D-v-P-Z "Pfeil"                  |
| U+101DA (66010) | 𐇚               | PHAISTOS DISC SIGN BOW                      | D-v-P-Z "Bogen"                  |
| U+101DB (66011) | 𐇛               | PHAISTOS DISC SIGN SHIELD                   | D-v-P-Z "Schild"                 |
| U+101DC (66012) | 𐇜               | PHAISTOS DISC SIGN CLUB                     | D-v-P-Z "Keule"                  |
| U+101DD (66013) | 𐇝               | PHAISTOS DISC SIGN MANACLES                 | D-v-P-Z "Fesseln"                |
| U+101DE (66014) | 𐇞               | PHAISTOS DISC SIGN MATTOCK                  | D-v-P-Z "Hacke"                  |
| U+101DF (66015) | 𐇟               | PHAISTOS DISC SIGN SAW                      | D-v-P-Z "Säge"                   |
| U+101E0 (66016) | 𐇠               | PHAISTOS DISC SIGN LID                      | D-v-P-Z "Topfdeckel"             |
| U+101E1 (66017) | 𐇡               | PHAISTOS DISC SIGN BOOMERANG                | D-v-P-Z "Bumerang"               |
| U+101E2 (66018) | 𐇢               | PHAISTOS DISC SIGN CARPENTRY PLANE          | D-v-P-Z "Zimmermannshobel"       |
| U+101E3 (66019) | 𐇣               | PHAISTOS DISC SIGN DOLIUM                   | D-v-P-Z "Dolium (Weingefäß)"     |
| U+101E4 (66020) | 𐇤               | PHAISTOS DISC SIGN COMB                     | D-v-P-Z "Kamm"                   |
| U+101E5 (66021) | 𐇥               | PHAISTOS DISC SIGN SLING                    | D-v-P-Z "Schleuder"              |
| U+101E6 (66022) | 𐇦               | PHAISTOS DISC SIGN COLUMN                   | D-v-P-Z "Säule"                  |
| U+101E7 (66023) | 𐇧               | PHAISTOS DISC SIGN BEEHIVE                  | D-v-P-Z "Bienenkorb"             |
| U+101E8 (66024) | 𐇨               | PHAISTOS DISC SIGN SHIP                     | D-v-P-Z "Schiff"                 |
| U+101E9 (66025) | 𐇩               | PHAISTOS DISC SIGN HORN                     | D-v-P-Z "Horn"                   |
| U+101EA (66026) | 𐇪               | PHAISTOS DISC SIGN HIDE                     | D-v-P-Z "Fell"                   |
| U+101EB (66027) | 𐇫               | PHAISTOS DISC SIGN BULLS LEG                | D-v-P-Z "Bullenschenkel"         |
| U+101EC (66028) | 𐇬               | PHAISTOS DISC SIGN CAT                      | D-v-P-Z "Katze"                  |
| U+101ED (66029) | 𐇭               | PHAISTOS DISC SIGN RAM                      | D-v-P-Z "Widder"                 |
| U+101EE (66030) | 𐇮               | PHAISTOS DISC SIGN EAGLE                    | D-v-P-Z "Adler"                  |
| U+101EF (66031) | 𐇯               | PHAISTOS DISC SIGN DOVE                     | D-v-P-Z "Taube"                  |
| U+101F0 (66032) | 𐇰               | PHAISTOS DISC SIGN TUNNY                    | D-v-P-Z "Thunfisch"              |
| U+101F1 (66033) | 𐇱               | PHAISTOS DISC SIGN BEE                      | D-v-P-Z "Biene"                  |
| U+101F2 (66034) | 𐇲               | PHAISTOS DISC SIGN PLANE TREE               | D-v-P-Z "Baum"                   |
| U+101F3 (66035) | 𐇳               | PHAISTOS DISC SIGN VINE                     | D-v-P-Z "Wein"                   |
| U+101F4 (66036) | 𐇴               | PHAISTOS DISC SIGN PAPYRUS                  | D-v-P-Z "Papyrus"                |
| U+101F5 (66037) | 𐇵               | PHAISTOS DISC SIGN ROSETTE                  | D-v-P-Z "Rosette"                |
| U+101F6 (66038) | 𐇶               | PHAISTOS DISC SIGN LILY                     | D-v-P-Z "Lilie"                  |
| U+101F7 (66039) | 𐇷               | PHAISTOS DISC SIGN OX BACK                  | D-v-P-Z "Ochsenrücken"           |
| U+101F8 (66040) | 𐇸               | PHAISTOS DISC SIGN FLUTE                    | D-v-P-Z "Flöte"                  |
| U+101F9 (66041) | 𐇹               | PHAISTOS DISC SIGN GRATER                   | D-v-P-Z "Schaber"                |
| U+101FA (66042) | 𐇺               | PHAISTOS DISC SIGN STRAINER                 | D-v-P-Z "Sieb"                   |
| U+101FB (66043) | 𐇻               | PHAISTOS DISC SIGN SMALL AXE                | D-v-P-Z "Kleine Axt"             |
| U+101FC (66044) | 𐇼               | PHAISTOS DISC SIGN WAVY BAND                | D-v-P-Z "Welliges Band"          |
| U+101FD (66045) | 𐇽                | PHAISTOS DISC SIGN COMBINING OBLIQUE STROKE | D-v-P-Z "schräger Strich"        |